# 1662年教會統一法令
《1662年教会统一法令》是英格兰议会通过的一项法令。1662年5月19日由查理二世签署执行，延续了伊丽莎白一世《1558年教會統一法令》的政策。《1662年教會統一法令》本身是克拉伦登法典的组成部分，该法典以查理二世的大法官克拉伦登伯爵的封号命名。法典的组成部分有：《公司法令》（1661）、《教会统一法令》（1662）、《秘密集会法令》（1664）、《五英里法令》（1665）。
统一法令规定了通用的祈祷形式、圣礼的管理、以及既定的其他英格兰教会仪式，这些仪式要依据《公祷书》来规范。在政府或教会中担任任何职务，必须遵守这一法令，尽管该法中规定的1662年版的《公祷书》刚刚公布，大多数人甚至根本没有见过它的文本。该法令还要求《公祷书》“真实准确地翻译成不列颠或威尔士的语言”。它还明确要求需要对所有牧师（即执事、神父和主教）进行任命，因为此前清教徒在内战期间废除了教会的许多传统。
作为该法令的直接结果，超过2000名神职人员拒绝宣誓，并被逐出英格兰教会，史称大驱逐。英国社会的很大一部分（不信奉国教者）被排除在公共事务之外，为时一个半世纪。1872年，该法令通过了修正案，部分条款撤销。